# Edmund Blunden

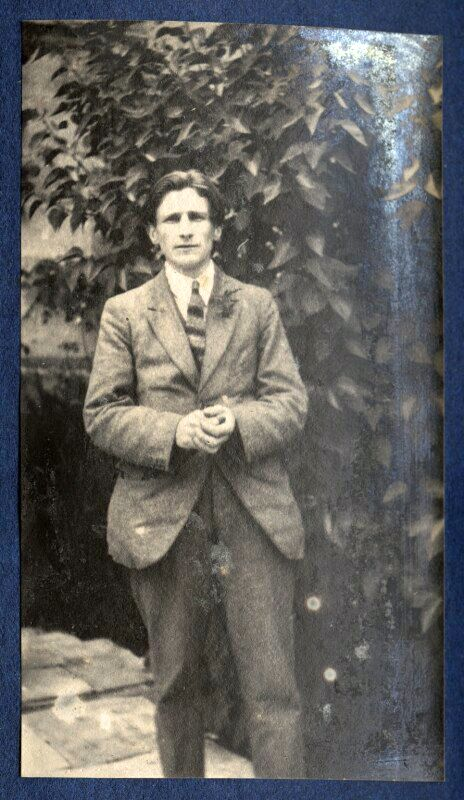
Edmund Blunden

Edmund Charles Blunden CBE (1 de novembro de 1896 - 20 de janeiro de 1974) foi um poeta, autor e crítico inglês. Como seu amigo Siegfried Sassoon, ele escreveu sobre suas experiências na Primeira Guerra Mundial em verso e prosa. Durante a maior parte de sua carreira, Blunden também foi revisor de publicações inglesas e acadêmico em Tóquio e depois em Hong Kong. Ele encerrou sua carreira como professor de poesia na Universidade de Oxford. Ele foi indicado para o Prêmio Nobel de Literatura seis vezes.